# Андре Браїк
Андре Браїк (фр. André Brahic, 30.11.1942, Париж — 15.05.2016, Париж) — французький астроном.
Відомий відкриттям кілець Нептуна і його трьох дуг, які він назвав «Свобода», «Рівність», «Братерство». Також займався популяризацією науки.

### Юність
Андре Бернар Браїк — єдиний син незаможних батьків із селища Петі-Браїк в Банні (Ардеш). Багато предків Андре були шахтарями та померли молодими від силікозу (хвороби типової для шахтарської професії). Батько Браїка швидко залишив шахту і пішов працювати на залізницю.

### Освіта
Після навчання у школі-ліцеї Вольтера в Парижі, Андре вступає до університету за спеціальністю «Математика».
В університетські роки Браїк обирає факультативну дисципліну — «Астрономію» і робить це з його слів тому, що «назва звучала захопливо і смішно».
Тема його кандидатської дисертації — «Роль зіткнення хмар у формуванні галактик». Результати цього дослідження допомогли краще зрозуміти характер кілець Сатурна та дозволили Андре працевлаштуватись в університет.

### Кар'єра
Браїк був астрономом Комісаріату атомної енергетики Франції і викладачем університету Париж VII з 1978 по 2016 роки. Разом з іншими вченими він активно займався науковими дослідженнями і спеціалізувався на питаннях наднових, теорії хаосу, динаміки галактик, планетних кілець та формуванні Сонячної системи, в галузі останньої теми він був одним з найвидатніших світових спеціалістів.

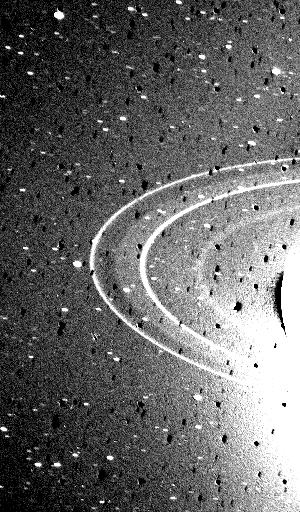
Кільця Нептуна зі знімків Вояджера-2

Браїк вивчав сонячну систему за допомогою космічних зондів, ретельно слідкуючи за історією розвитку цих апаратів. Астроном особливо цікавився гігантськими планетами і розробив одну з головних моделей кілець Сатурна.
Андре Браїк відкриває кільця і дуги Нептуна за п'ять років до підтвердження факту їх існування фотографіями зонда «Вояджер-2». Існує п'ять кілець Нептуна і (рухаючись з центру назовні) вони називаються: Галь, Вер'є, Ласель, Араго, Адамс. Останнє кільце — Адамс, складається з чотирьох дуг.
Спочатку Браїк відкриває лише три дуги і на честь 200-річчя французької революції називає їх «Свобода», «Рівність», «Братерство». Пізніше, колега Браїка, Сесіль Ферарі відкриє четверту дугу і назве її «Мужність», слово перша буква якого французькою мовою починається з літери «С» (courage-кураж), так само як і ім'я вченої — Сесіль.
З 1991 року Браїк працював над масштабним проєктом космічних зображень із зонда Сатурна, запланованим до 2019 року.

### Нагороди
У 1990 році астероїд 3488 був названий на честь Андре Браїка.
Астроном також удостоївся багатьох наукових нагород США (медаль Карла Сагана) і Франції (нагорода Жана Перена), остання безпосередньо за вклад у популяризацію науки.
14 липня 2015 року Браїк нагороджується Орденом Почесного Легіону.